# Cephalotes pellans
Cephalotes pellans é uma espécie de inseto do gênero Cephalotes, pertencente à família Formicidae.